# Angitia melamera
Angitia melamera là một loài bướm đêm trong họ Noctuidae.